# Peter Mayhew
Peter Mayhew (født 19. maj 1944 i Barnes, London, død 30. april 2019 i Boyd, Texas) var en engelsk skuespiller. Han var bedst kendt for rollen som Chewbacca i trilogi Star Wars-filmene. I 2015 genoptog han sin rolle i Star Wars: The Force Awakens.
Mayhew døde den 30. april 2019.

## Udvalgt filmografi
- Sinbad og tigerens øje (1977) – minotauren Minaton
- Star Wars Episode IV: Et nyt håb (1977) – Chewbacca
- Star Wars Episode V: Imperiet slår igen (1980) – Chewbacca
- Star Wars Episode VI: Jediridderen vender tilbage (1983) – Chewbacca
- Star Wars Episode III: Sith-fyrsternes hævn (2005) – Chewbacca
- Star Wars: The Force Awakens (2015) – Chewbacca